# Panutche Camará
Panutche Amadu Pereira Camará (ur. 28 lutego 1997 w Canchungo) – gwinejski piłkarz portugalskiego pochodzenia grający na pozycji środkowego pomocnika w klubie Plymouth Argyle F.C.

## Kariera juniorska
Camará grał jako junior w GS Loures (2014–2015), Vitórii SC (2015–2016) oraz Barnsley F.C. (2016).

## Kariera seniorska

### Dulwich Hamlet F.C.
Camará przeniósł się do Dulwich Hamlet 1 stycznia 2017. W barwach tego klubu rozegrał 9 meczów, strzelając 4 gole.

### Crawley Town F.C.
Camará przeszedł do Crawley Town F.C. 1 lipca 2017. Debiut dla tego zespołu zaliczył on 8 sierpnia 2017 w starciu w ramach Pucharu Ligi Angielskiej z Birmingham City, strzelając wtedy swojego pierwszego gola. Ostatecznie w barwach Crawley Town F.C. Gwinejczyk wystąpił 118 razy, zdobywając 7 bramek.

### Plymouth Argyle F.C.
Camará trafił do Plymouth Argyle F.C. 7 sierpnia 2020. Zadebiutował on dla tego klubu 5 września 2020 w meczu z Pucharu Ligi Angielskiej z Queens Park Rangers F.C. (wyg. 3:2). Pierwszą bramkę zawodnik ten zdobył 15 września 2019 w przegranym 3:2 spotkaniu Pucharu Ligi Angielskiej przeciwko Leyton Orient.

## Kariera reprezentacja
| Mecze i gole w reprezentacji | Mecze i gole w reprezentacji | Mecze i gole w reprezentacji | Mecze i gole w reprezentacji | Mecze i gole w reprezentacji | Mecze i gole w reprezentacji | Mecze i gole w reprezentacji | Mecze i gole w reprezentacji |
| Gwinea Bissau                | Gwinea Bissau                | Gwinea Bissau                | Gwinea Bissau                | Gwinea Bissau                | Gwinea Bissau                | Gwinea Bissau                | Gwinea Bissau                |
| Lp.                          | Data                         | Miejsce                      | Gospodarz                    | Gość                         | Wynik                        | Gol                          | Rozgrywki                    |
| ---------------------------- | ---------------------------- | ---------------------------- | ---------------------------- | ---------------------------- | ---------------------------- | ---------------------------- | ---------------------------- |
| 1.                           | 11.01.2022                   | Garoua                       | Sudan                        | Gwinea Bissau                | 0:0                          |                              | Puchar Narodów Afryki 2021   |
| 2.                           | 15.01.2022                   | Garoua                       | Egipt                        | Gwinea Bissau                | 1:0                          |                              | Puchar Narodów Afryki 2021   |
| 3.                           | 19.01.2022                   | Garoua                       | Nigeria                      | Gwinea Bissau                | 2:0                          |                              | Puchar Narodów Afryki 2021   |